# Temnota (Strážci času)
Temnota je druhý díl knižní trilogie Strážci času australské autorky Marianne Curleyové, který leží na hranici mezi žánry sci-fi a fantasy.

## Příběh
Stejně jako u předešlé i následující knihy z trilogie Strážci času, i v případě této knihy je prolog napsán ve třetí osobě, přičemž všechny kapitoly jsou psány v první osobě v přepínání úhlů pohledu mezi dvěma vypravěči. Děj zde vypravují Isabela s Arkarianem.

## Děj
Arkarian je unesen Řádem chaosu, kteří plánují oslabit strážce a vymazat jej už při narození. Isabela je rozhodnutá ho zachránit, ale to znamená, vzepřít se Lorianovým příkazům, riskovat svůj život, a čelit podsvětí. Projít mnoha tvrdými zkušenostmi v podsvětí se svým přítelem Ethanem a bratrem Mattem. Na cestě se potkávají s novým přítelem (John Wren), ale i zachraňují Ethanovu sestru, která byla zabita, když byl Ethan malý chlapec (ona je duch / přízrak). Během zachraňování Arkariana získají dalšího člena strážců Dillona, který pracoval pro Řádu chaosu, ale přešel k dobré straně. Arkarian a Isabela si uvědomí svou vzájemnou lásku a Arkarian je přenese z podsvětí otevřením trhliny. Když se vrátí, Lorian Isabelu předvolá ke slyšení před Tribunálem, Arkarian pro ni žádá život a zjistí, že Lorian je jeho otec. Na slyšení je Isabela zbavena viny a Lorian jí nabízí schopnost odolávat stárnutí (jako Arkarian), takže mohou být spolu.